# Hylesicida crassitarsus
Hylesicida crassitarsus är en stekelart som först beskrevs av Cresson 1874.  Hylesicida crassitarsus ingår i släktet Hylesicida och familjen brokparasitsteklar. Inga underarter finns listade i Catalogue of Life.